# Miyako (cheval)
Vous lisez un « bon article » labellisé en 2017.
Pour les articles homonymes, voir Miyako.
Le Miyako (宮古馬, Miyako-uma, « cheval de Miyako ») est une race de petits chevaux japonais, propre à l'île Miyako-jima dans la préfecture d'Okinawa. Il est le plus rare et le plus menacé des chevaux japonais, une quarantaine d'individus seulement étant recensés en 2013. Son origine est soumise à controverses, mais il montre une proximité nette avec d'autres petits chevaux insulaires du Japon, le Tokara, le Taishuh et le Yonaguni. Jadis employé pour la monte puis pour le travail agricole, le Miyako est beaucoup croisé au XXe siècle pour les besoins de la culture de la canne à sucre. Il décline en raison de la motorisation.
Plusieurs programmes ont vu le jour pour préserver ce petit équidé, haut d'environ 1,15 m. Les très faibles effectifs et le manque de données relatives au patrimoine génétique des animaux rendent la menace d'extinction très présente. Le Miyako représente désormais une attraction touristique et un support d'enseignement dans les écoles d'agriculture. Il est classé monument naturel par la préfecture d'Okinawa depuis 1991.

## Histoire
L'élevage du cheval est vraisemblablement pratiqué depuis des siècles sur les îles Miyako, mais l'origine de la race est sujette à controverses. La théorie populaire a longtemps voulu que ces chevaux proviennent de poneys de montagne du sud-ouest de la Chine : rien ne l'a jamais démontré. Une autre théorie serait que des chevaux mongols soient arrivés dans la préfecture d'Okinawa entre le XIIe siècle et le XVe siècle depuis la Corée, ou que le Miyako soit une variété naine des chevaux plus grands présents sur les îles principales du Japon. En 1958, l'étude de Hayashida le rapproche des autres petits chevaux insulaires du Sud-Ouest du Japon. La race a vraisemblablement été introduite dans son biotope actuel via les îles principales de l'archipel Ryūkyū. Durant la période du Royaume de Ryūkyū (1429-1879), elle est élevée en tant que présent pour les notables chinois, et comme monture pour la classe dirigeante. Originellement, ce petit cheval toise environ 1,22 m.
Les changements de l'ère Meiji (1868-1912) entraînent une réorganisation de l'élevage de la race, qui devient dès lors la propriété des travailleurs agricoles, ainsi qu'un moyen de transport courant. Le développement de la culture de la canne à sucre entraîne une utilisation importante de ces chevaux, mais la petite taille et la force limitée de la race sont problématiques pour la charge de travail demandée. Après la Seconde Guerre mondiale, la race est croisée avec des chevaux importés, de plus grande taille, pour ce travail agricole. Le Miyako atteint 1,42 m de haut, mais conserve le type du cheval mongol. En 1955, le recensement du cheptel donne un pic de 10 000 têtes. La motorisation a rendu la race rare, en particulier à cause de la propagation d'appareils de culture pour la canne à sucre, plus efficaces pour le travail agricole demandé, réduisant l'intérêt économique de l'élevage du Miyako,.
Un programme de sauvegarde est mis sur pieds en 1975. L'année suivante, le recensement effectué ne permet de trouver que 14 chevaux conformes au type ancien de la race. Les programmes d'élevage tentent de conserver la taille initiale. La Miyako Conservation Horse Society est fondée en 1980. En 1986, le Miyako est considéré comme l'une des deux races réellement natives du Japon à subsister, avec le Tokara. En décembre 1988, la population restante atteint un seuil critique, seuls 11 individus étant recensés. L'effectif remonte à 19 en 1991. Des chevaux de l'île voisine d'Aguni sont amenés sur Miyako-jima pour apporter de la diversité génétique et prévenir le risque d'extinction. Un nouveau programme de conservation est créé en 2006.
La race ne dispose pas de registre généalogique, celui-ci étant (2017) en cours de constitution à partir des données génétiques collectées sur 35 individus en août 2013.

## Description

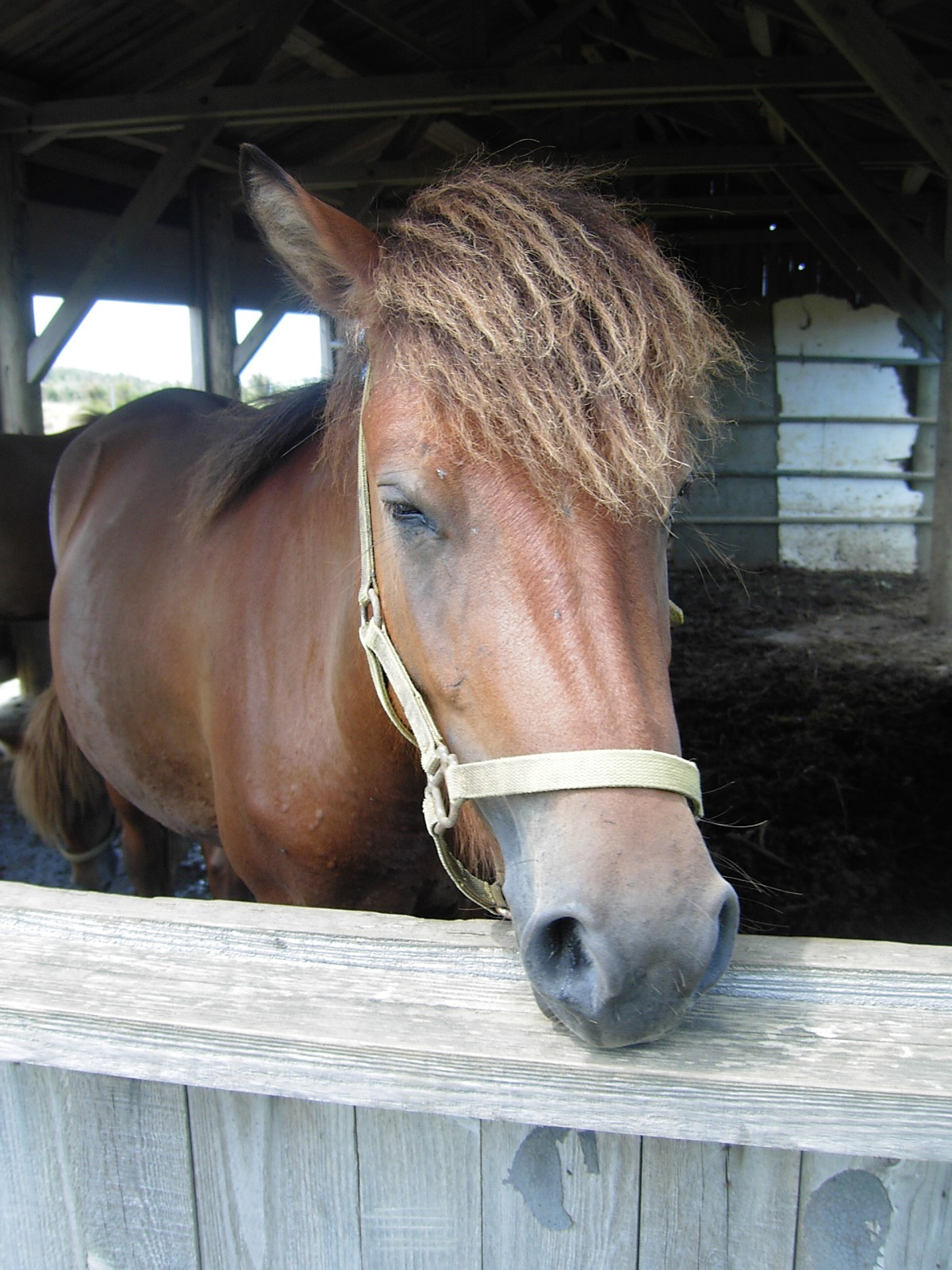
Tête d'un Miyako.

Le Miyako appartient aux huit races de chevaux indigènes du japon. Il est petit, proche extérieurement du cheval mongol,. Les données de référence pour la taille, collectées en 1991 pour la FAO, montrent que les mâles mesurent en moyenne 1,22 m et les femelles 1,20 m, ce qui l'inclut au groupe des chevaux japonais de plus petite taille, avec le Tokara, le Taishuh et le Yonaguni dont il est génétiquement proche,. Les données de taille collectées en 2017 donnent une fourchette de 1,10 m à 1,20 m.
Les sabots sont particulièrement durs, en raison d'une adaptation au sol corallien caractéristique de l'île. La robe est généralement baie ou avec gène Dun,. Le caractère est réputé docile, l'animal est obéissant.
En 2001, une étude sur la présence de la bactérie Rhodococcus equi a permis de constater l'absence de la souche virulente de cette bactérie chez les chevaux Miyako. En avril 2016, une autre étude de parasitologie, sur Toxoplasma gondii, démontre qu'un seul individu sur les 35 analysés sur l'île est infecté. La race a très probablement subi un goulet d'étranglement génétique récent, en raison de la baisse des effectifs. Cependant, sa diversité génétique se situe dans la moyenne des autres races. Elle a probablement été préservée grâce au brassage effectué avec les chevaux d'Aguni-jima.

## Utilisation
Jadis auxiliaire des agriculteurs locaux qui appréciaient ses capacités de travail, le Miyako n'a désormais que peu de valeur économique. Une étude publiée en 1994, sur les races animales de rente menacées d'extinction au Japon, recommandait le développement des attractions touristiques dans les parcs nationaux, les zoos ou les fermes réserves, les outils éducatifs dans les écoles et les fermes expérimentales. Le Miyako est désormais considéré comme une attraction touristique. Une présentation de 7 chevaux montés s'est tenue lors d'une course locale sur la plage, en 2009. La race est aussi présentée à titre d'outil éducatif dans les écoles d'agriculture.

## Diffusion de l'élevage
Les effectifs sont extrêmement réduits, le Miyako constituant la plus rare des huit races de chevaux japonaises natives. L'étude de CAB International considère le Miyako comme très proche de l'extinction, le cheptel étant largement sous le seuil critique des 100 individus. Le Miyako est considéré par l'étude de l'université d'Uppsala menée pour la FAO (2010) comme une race locale en danger critique d'extinction, faisant l'objet de mesures de protection.
La préservation via une banque de données génétiques a été préconisée en 1995. Un mâle Miyako est né le 11 juin 2013, portant à 5 le nombre de naissances chez la race cette même année, ce qui traduit une augmentation sensible par rapport aux années précédentes. L'objectif est d'obtenir un effectif de 50 individus. La race reste néanmoins extrêmement vulnérable à un phénomène de vortex d'extinction.
Recensement des Miyako
| Année                       | 1976 | 1991 | 1998 | 2006 | 2007 | 2008 | 2013 |
| Nombre d'individus recensés | 14   | 19   | 20   | 23   | 31   | 31   | 41   |

Le Miyako est propre à l'île de Miyako-jima. Il est notamment élevé à Nishihen'nazaki (ja), 9 personnes et une organisation s’occupant du terrain de pâture, où se trouve le ranch Nikadori, ouvert depuis avril 2006,. Un risque inhérent à cette répartition insulaire serait qu'une maladie infectieuse décime le cheptel. L'accroissement du cheptel devrait se poursuivre, les mâles n'étant habituellement pas castrés.

## Impact culturel
Le Miyako a été classé monument naturel préfectoral par la préfecture d'Okinawa le 16 janvier 1991. Plus largement, il est considéré comme un patrimoine biologique et culturel local.